# 黄崇惺
黄崇惺，字次孙，安徽歙县人，清朝政治人物、进士出身。
咸丰辛亥（1851年）举人，同治辛未（1871年）进士，以吉庶士授归化知县。调福清县知县，后署汀州同知，卒于任。。